# Wit-Russische Republikeinse Jeugdunie
De Wit-Russische Republikeinse Jeugdunie (Wit-Russisch: Белару́скі Рэспубліка́нскі Саю́з Мо́ладзі, БРСМ (BRSM)) is een jeugdbeweging in Wit-Rusland.
De BRSM heeft als primaire taak het promoten van vaderlandsliefde en moraliteit onder de jeugd van Wit-Rusland. De BRSM ontstond op 6 september 2002 toen twee kleinere jeugdbewegingen, de Wit-Russische Patriottische Jeugdunie en de Wit-Russische Jeugdunie fuseerden. De Wit-Russische Jeugdunie wordt algemeen gezien als de opvolger van de Wit-Russische afdeling van de Komsomol, terwijl de Wit-Russische Patriottische Jeugdunie in 1997 door president Aleksandr Loekasjenko in het leven werd geroepen. Loekasjenko had al jaren aangedrongen op de fusie van de twee jeugdbewegingen. Toen de BRSM uiteindelijk een feit was besloot Loekasjenko de BRSM te ondersteunen. De BRSM ontvangt regeringssteun via het ministerie van Onderwijs.
Om lid te worden van de BRSM, moet een persoon tussen de 14 en 31 jaar zijn en een schriftelijk verzoek indienen - vergezeld van een foto - bij de BRSM-leiding. Wanneer iemand nog geen 16 jaar is, moeten de ouders of verzorgers toestemming geven. Een persoon moet ook een eenmalig bedrag voor 1400 roebel betalen. Daarnaast moet men een jaarlijkse contributie betalen. De hoogte van de contributie is afhankelijk van de sociale status (van de ouders).
De activiteiten van de BRSM variëren van kamperen, het bezoeken van concerten, sporten, tot het leggen van bloemenkransen ter herdenking van de Grote Patriottische Oorlog en ter ere van de oorlogsveteranen. De BRSM is ook prominent aanwezig tijdens de Dag van de Overwinning. De BRSM-jeugd doet ook veel sociaal werk, zoals het helpen van hiv/aids-geïnfecteerden en voorlichting aan mensen om de verspreiding van Aids te voorkomen. Volgens UNAIDS heeft de BRSM bijgedragen aan het voorkomen van de verspreiding van Aids in Minsk.
De zes oblasten van Wit-Rusland (Minsk, Brest, Vitebsk, Gomel, Hrodna en Mahiljow) kennen hun eigen afdelingen van de BRSM. Het hoofdkantoor van de BRSM is gevestigd in Minsk.
De BRSM kent als bestuur een Centraal Comité (Центрального комитета) dat onder leiding staat van een Eerste secretaris van het Centraal Comité (Первый секретарь Центрального комитета) en zijn plaatsvervanger, de Tweede secretaris van het Centraal Comité (Второй Секретарь Центрального комитета), de voorzitter van de Centrale Onderzoekscommissie (Председатель Центральной контрольной комиссии) en drie secretarissen van het Centraal Comité (Секретарь Центрального комитета). Verder zijn er nog andere leden van het Centraal Comité. Alle secretarissen en de voorzitter van de Centrale Onderzoekscommissie tezamen vormen het Secretariaat van het Centraal Comité van de BRSM (Секретариат ЦК ОО «БРСМ»).

De sjaal van de BRSM

De BRSM kent drie symbolen, een vlag, een insigne en een sjaal. Het embleem is gebaseerd op het embleem van de vroegere Komsomol. Het embleem, een vlag met een rode baan aan de bovenkant met de inscriptie in goud БРСМ (BRSM) en een groene baan aan de onderkant met een gouden olijfblad. De vlag van de jeugdbeweging is bijna identiek aan het embleem, alleen wordt in de rode baan niet de afkorting БРСМ gebruikt, maar de volledige naam van de jeugdbeweging. De rode sjaal met een smalle groene baan aan de onderzijde wordt rond de nek gedragen. Het insigne is gelijk aan het embleem.

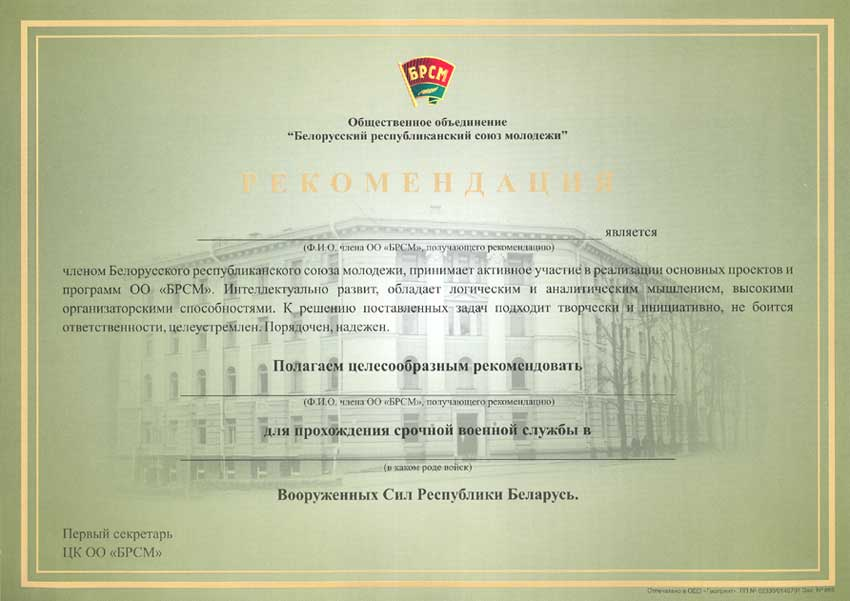
Aanbevelingscertificaat van de BRSM aan het ministerie van Defensie

President Loekasjenko ontkent dat BRSM-leden gemakkelijker carrière kunnen maken, is het wel een feit dat een BRSM'er een aanbevelingscertificaat kan aanvragen wanneer hij dienst neemt in het leger.
Er is veel kritiek (zowel in het binnen als het buitenland) op de BRSM, bijvoorbeeld op de vermeende onethische wervingsmethoden, de aanwezigheid van BRSM-leden in toelatingscommissies van hogescholen en universiteiten en de actieve deelneming van de BRSM aan de persoonlijkheidscultus rond Loekasjenko's persoon. Bovendien zou de BRSM de Groot-Russische gedachte aanprijzen onder haar leden en het gebruik van het Wit-Russisch ontmoedigen.